# Peter Hartmann
Pour les articles homonymes, voir Hartmann.
Peter Hartmann, né le 9 octobre 1935 et mort le 23 juillet 2023 à Berlin, est un diplomate allemand. Il a été ambassadeur d'Allemagne au Royaume-Uni de 1993 et 1995 et ambassadeur d'Allemagne en France de 1998 à juin 2001.

## Biographie
Il a étudié à l'Université de Fribourg où il reçut en 1965 un diplôme de docteur en philosophie. Il se tourne ensuite dans la diplomatie et travaille dans diverses ambassades. De 1995 à 1998 il est secrétaire d'État au ministère des affaires étrangères en Allemagne.